# Chiesa dell'Addolorata (Giovo)
La chiesa dell'Addolorata, o chiesa della Madonna Addolorata, è una chiesa sussidiaria a Mosana, frazione di Giovo in Trentino. Risale al XVIII secolo.

## Storia
Il cantiere per la costruzione della chiesa venne aperto nel 1721 per rispettare le volontà testamentarie del sacerdote di Lavis don Giuseppe Rossi. La dedicazione avrebbe dovuto essere per la "santissima Vergine della Corona" e il cantiere fu chiuso nel 1726.
Circa venti anni dopo dagli atti visitali risultò che il luogo di culto aveva un solo altare mobile e che la sagrestia ancora non era stata eretta. Nel 1761 fu innalzato il piccolo campanile sul tetto, al centro del prospetto principale, e pochi anni dopo iniziò la costruzione della sagrestia, ultimata nel 1833. Entro la seconda metà del XIX secolo fu anche eliminato un terrapieno che si trovava troppo vicino all'edificio e causava infiltrazioni d'acqua dalle fondamenta.
All'inizio del XX secolo l'originale campaniletto, inizialmente ligneo, fu sostituito da una struttura in pietra mantenendo la stessa campana originale settecentesca e l'edificio venne ritinteggiato e arricchito di decorazioni.
Entro il 1918 ebbe la concessione della custodia dell'Eucaristia poi, all'inizio degli anni venti, alla navata fu aggiunta, sulla parete destra, una grotta per la statua raffigurante Nostra Signora di Lourdes.
A partire dalla fine degli anni cinquanta si iniziò a pensare all'erezione di una nuova torre campanaria di fianco alla chiesa e il cantiere fu aperto nel 1960. I lavori, pensati per essere portati avanti in economia, ebbero anche impreviste difficoltà economiche ma nel maggio del 1963 vennero ultimati. Subito dopo l'intero edificio fu oggetto di ristrutturazioni ed ampliamenti che comportarono un allungamento della zona presbiteriale e l'apertura di due cappelle laterali una di fronte all'altra, il rifacimento della copertura del tetto, delle finestre della navata e di tutta la pavimentazione. Tale lavoro fu ultimato prima della fine del 1964. L'anno successivo sia interni sia esterni vennero ritinteggiati e alla fine di questo importante ciclo di interventi fu celebrata la solenne benedizione.
Nel 1965 furono fuse le tre campane (Do4-Mi4-Sol4) che si trovano ancora sul campanile dalla fonderia Vescovile "Luigi Cavadini" di Verona ed installate "a slancio". 
Negli anni sessanta fu installato l'impianto di riscaldamento e venne realizzato l'adeguamento liturgico (l'altare storico fu spostato e ridimensionato) infine, nel 1980, gli interni furono nuovamente ritinteggiati.

## Descrizione
L'edificio si colloca sulla statale della val di Cembra, nell'estremo ovest dell'abitato di Mosana. Il suo orientamento è verso sud ovest.
Il prospetto principale è semplice, a capanna con due spioventi che alla loro congiunzione, in alto, ospitano il campaniletto storico. Il portale è con architrave ed è affiancato da due finestrelle rettangolari basse con inferriate. Al centro della facciata si trova un oculo. I prospetti laterali hanno finestre a lunetta e sul lato a sinistra si alza la torre campanaria novecentesca.
La navata interna è unica con copertura a botte. La zona presbiteriale, leggermente rialzata, si apre nelle due cappelle laterali simmetriche. Nella parete destra della sala è interessante la grotta intitolata a Nostra Signora di Lourdes.
Sull'altare ligneo si trova la pala raffigurante la Pietà e nella cimasa il dipinto che rappresenta la Trinità.